# La Armentera
La Armentera o Armentera (en catalán y oficialmente L'Armentera) es un municipio español situado en la comarca del Alto Ampurdán, provincia de Gerona, comunidad autónoma de Cataluña. Con una población de 1070 habitantes (INE 2024).

## Contexto geográfico
El término municipal consta de una extensión de 6 km² y 7 m de altitud. Los límites del municipio son al norte con San Pedro Pescador, al este con el mar Mediterráneo, al sur con Montiró, Pelacalç, y Viladamat y al oeste con Saldet,y Torroella de Fluviá.

## Toponimia
Se localiza en Alto Ampurdán, Villa de Gerona, al noreste de la capital, en terreno regado por el Fluviá. El topónimo se repite en la misma Cataluña, en Pont d`Armentera (Tarragona). Con seguridad del latín armentaria, adjetivo sacado del usual armentu, "ganado, res ". Así pues, el significado es el de "villa que se dedica a la cría de ganado". Son muchos los topónimos hispánicos de este tipo. Citemos entre ellos Armental (La Coruña), Armental (Orense), Armenteira (Pontevedra), Armenteros (Salamanca), Villarmental (Asturias), Villarmentero (Burgos), Villarmentero de Campos (Palencia), Villarmentero de Esgueva (Valladolid).

## Lugares de interés
La Armentera tiene muchos lugares de interés, entre los que destacan:
- El Molino de La Armentera: Es un edificio del siglo XVIII, del que se conservan las paredes exteriores, el techo entre la planta baja y el primer piso (cabe destacar la gran viga maestra de madera que lo sostiene), y el tejado, de inclinación muy pronunciada, sorprendente en la zona debido a la bonanza del clima (los tejados muy inclinados son propios de zonas con más precipitaciones). Aunque ha sido muy restaurado y ha sufrido diversas modificaciones, en el interior permanecen buena parte de los elementos antiguos del molino; se puede ver por dónde entraba y salía el agua, todo en buen estado. Actualmente alberga un establecimiento de hostelería.
- La Iglesia de San Martín: La actual iglesia parroquial de San Martín de La Armentera es una construcción del siglo XIX, de estilo neo-clásico presentando escasos restos del edificio anterior, románico (siglos XII-XIII). Se conservan unas pinturas de Juan B. Panyó que representan los cuatro misterios del Rosario. Panyó fue un pintor de finales del siglo XIX, precursor de la denominada «Escuela de Olot».
- El parque natural de las Marismas del Ampurdán: Situado en la franja costera central del Alto Ampurdán. Forman parte de este parque los municipios de La Armentera, Castellón de Ampurias, La Escala, Palau Sabardera, Pau, Pedret y Marsá, Perelada, Rosas y San Pedro Pescador.

## Demografía
La Armentera cuenta con una población de 1070 habitantes (INE 2024).
| Gráfica de evolución demográfica de La Armentera entre 1842 y 2021                                                  |
| |
| Población de derecho según los censos de población del INE Población de hecho según los censos de población del INE |

## Administración y política
| Periodo   | Nombre      | Partido |
| --------- | ----------- | ------- |
| 2011-2015 | Narcís Isem | CiU     |
| 2015-2019 | Narcís Isem | CiU     |

### Evolución de la deuda viva
El concepto de deuda viva contempla solo las deudas con cajas y bancos relativas a créditos financieros, valores de renta fija y préstamos o créditos transferidos a terceros, excluyéndose, por tanto, la deuda comercial.
| Gráfica de evolución de la deuda viva del ayuntamiento entre 2008 y 2014                             |
| |
| Deuda viva del ayuntamiento en miles de Euros según datos del Ministerio de Hacienda y Ad. Públicas. |

La deuda viva municipal por habitante en 2014 ascendía a 14,43 €.